# 皿部
皿部（）は、漢字を部首により分類したグループの一つ。
康熙字典214部首では108番目に置かれる（5画の14番目、午集の14番目）。

## 概要

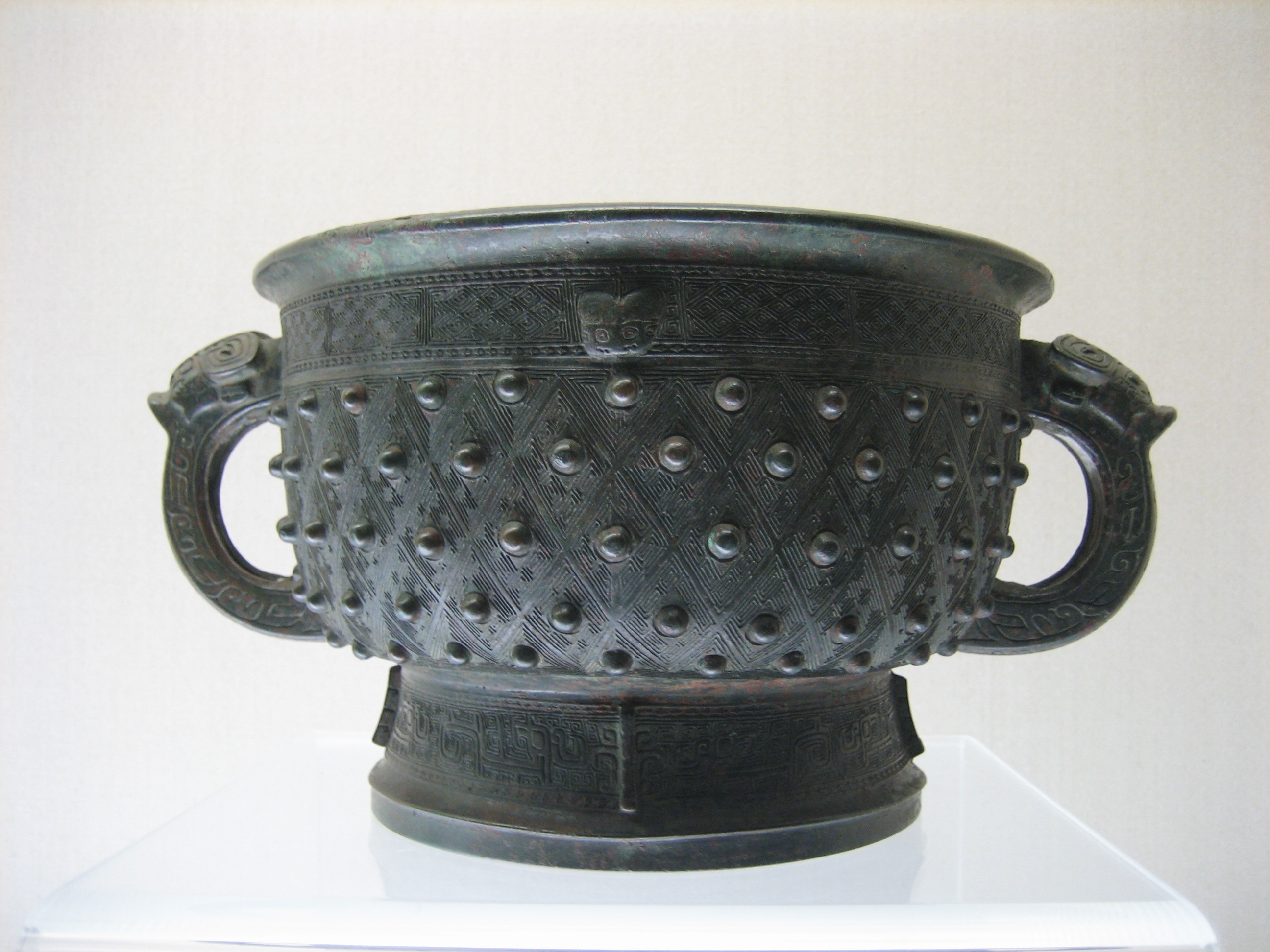
「」と呼ばれる青銅器。戈父丁（殷代晩期）

「皿」字は食物を盛る食器を意味し、その形に象る。
また引伸して容器全般を意味する。碗・杯・鉢・皿・盥などの総称。
日本における「皿」（和訓：さら）は主に浅く平たい食器のみを指し、特殊な用法である。
偏旁の意符としては食器・容器に関することを示す。
皿部はこのような意符を構成要素とする漢字を収めるが、もっぱら偏旁の脚に置かれ上下構造を取るのが特色である。

## 部首の通称
- 日本：さら
- 中国：皿字底
- 韓国：그릇명부（geureut myeong bu、食器の皿部）
- 英米：Radical dish

## 部首字
皿
- 中古音
  - 広韻 - 母梗切、梗韻、上声
  - 詩韻 - 梗韻、上声
  - 三十六字母 - 明母
- 現代音
  - 普通話 - ピンイン：mǐn（旧:mǐng） 注音：ㄇㄧㄣˇ(旧ㄇㄧㄥ) ウェード式：min3（旧:ming3）
  - 広東語 - Jyutping:ming5 イェール式:ming5
- 日本語 - 音：ベイ（漢音）・ミョウ（ミャウ）（呉音） 訓：さら（日本的な用法）
- 朝鮮語 - 音：명(myeong) 訓：그릇（geureut、食器）

### ギャラリー

甲骨文
金文
大篆
小篆

## 例字

### 一覧表
| 画数 | 例字                                               |
| ---- | -------------------------------------------------- |
| 0    | 皿                                                 |
| 3    | 盂                                                 |
| 4    | 盈・盆・盃・盅・𥁊（鉢→金部）                      |
| 5    | 益（益）・盍・𥁕・盐（鹽⇒鹵部）・监・盋（鉢→金部） |
| 6    | 盒・盛・盖（蓋⇒艸部）・盘（盤）                    |
| 7    | 盜（盗6）                                          |
| 8    | 盟                                                 |
| 9    | 盡（尽→尸部）                                      |
| 10   | 監・盤                                             |
| 11   | 盥・䀇・盦                                         |
| 12   | 盪                                                 |
| 13   | 盬                                                 |
| 15   | 盭                                                 |
| 16   | 䀋（鹽⇒鹵部）                                      |
| 18   | 䀌                                                 |
| 24   | 䀍                                                 |

### 他の部首
| 画数 | 例字                      |
| ---- | ------------------------- |
| 1    | 血⇒血部                   |
| 3    | 孟⇒子部                   |
| 4    | 泴⇒水部                   |
| 8    | 蓋⇒艸部・塩⇒土部・氲⇒气部 |
| 9    | 氳⇒气部                   |
| 12   | 醢⇒酉部・簋⇒竹部          |
| 13   | 簠⇒竹部                   |
| 14   | 廬⇒广部・醯/𨣎⇒酉部       |
| 18   | 蠱/蠲⇒虫部                |
| 19   | 鹽⇒鹵部・衋⇒血部          |
| 21   | 𠘦⇒冫部                   |
| 23   | 豔⇒豆部                   |